# Záliv San Juan (Portoriko)
San Juan Bay je záliv přiléhající k městu San Juan na severovýchodě Portorika. Je to asi 5,6 km dlouhá vodní plocha o rozloze asi 250 km², která se skládá z kanálů, přítoků a osmi vzájemně propojených lagun. V zálivu San Juan je nejrušnější přístav ostrova. Jeho historie sahá nejméně do roku 1508.

## Zeměpis
Zátoka je polouzavřená vodní plocha členěná systémem smyček, zátok a kanálů a obklopená významnými historickými památkami. V zálivu San Juan jsou rekreační, poznávací a turistické atrakce a je v něm řada přistávacích zařízení pro plavidla. Jelikož je toto místo velmi frekventované, byly vypracovány projekty pro jeho obnovu. V roce 2015 začal program Ústí zálivu San Juan (Programa del estuario de la Bahía de San Juan) používat zelenou vlajku k označení stavu vody v zátoce.
Na mapě se zdá, že záliv San Juan spojuje dvě sousední jezera. Tento dojem je způsoben tím, že Puntilla, výběžek, který vyčnívá z ostrůvku San Juan Bautista do středu zátoky, se přibližuje k dalšímu výběžku (Punta Cataño), táhnoucímu se z druhé strany většího ostrova, takže záliv má nepravidelný tvar. Vedle Puntilly jsou doky, které jsou údajně nejrušnější v Karibiku. Části přístavu San Juan jsou na ostrůvku San Juan Bautista u vchodu do kanálu San António. Nad kanálem jsou tři mosty, které spojují ostrůvek s pevninou. Kanál spojuje záliv s Lagunou Condado a Atlantským oceánem. Jeden z mostů je historický Puente Dos Hermanos. Před postavením mostů byla Laguna Condado nejužším vjezdem do zátoky.
Na druhé straně, za poloostrovem Isla Grande, má vnitřek zátoky tvar trojúhelníku. Je tam rušné Bahía de Puerto Nuevo (New Port Bay), které je blíže k vnitrozemským dopravním sítím než přístav San Juan. Do zálivu ústí řeka Río Piedras, která se do zálivu vlévá přes Caño Martín Peña. 6 km dlouhý kanál spojuje záliv s dalšími lagunami a městem Río Piedras.

### Dobytí a osídlení Španěly

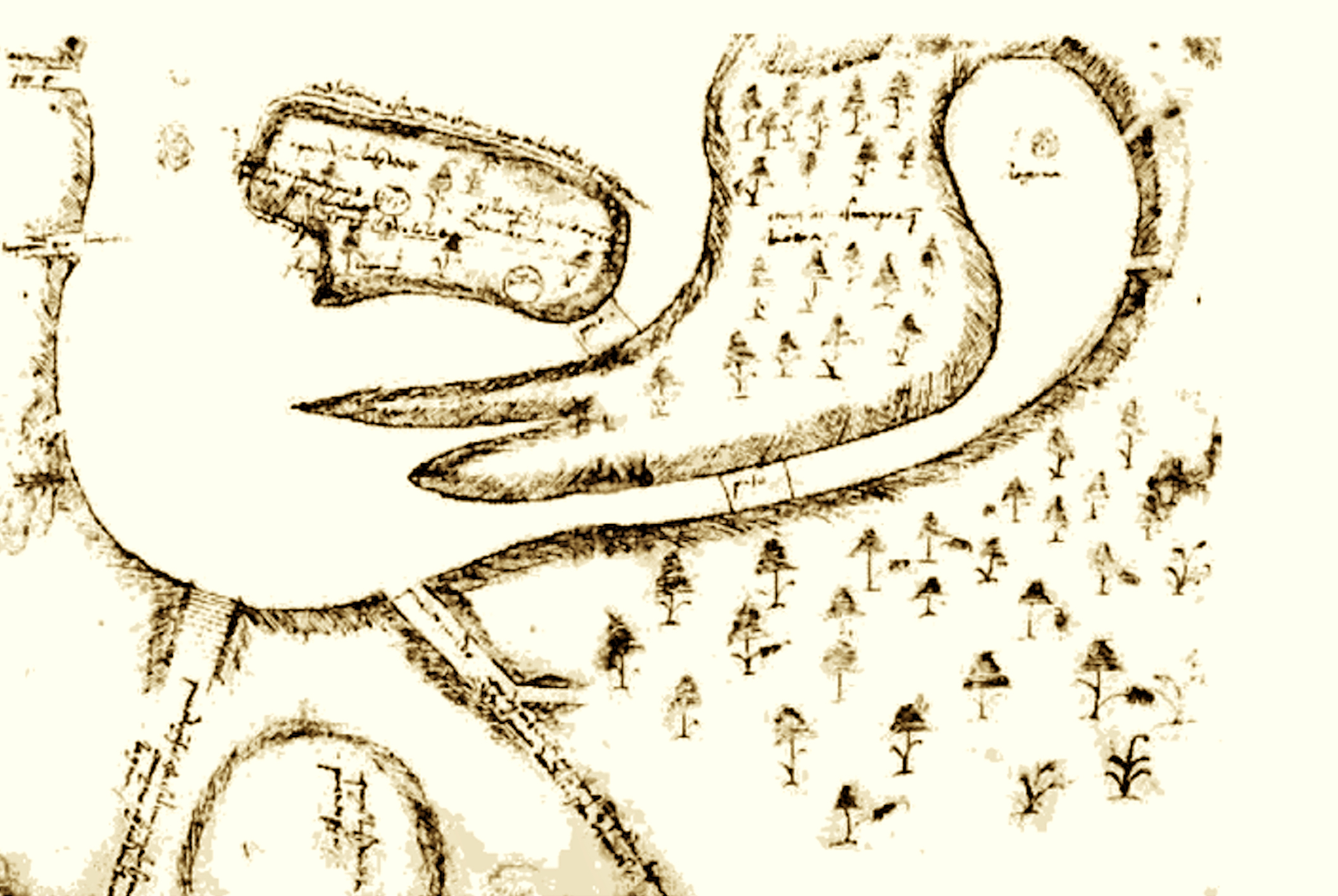
Skica Villa de Puerto Rico od Rodrigo de Figueroa (1519) z doby, než se osadníci Caparry přesídlili do přístavu

Španělští dobyvatelé Nového světa uvažovali o založení města, které by mělo svoji samosprávu. Dobývání z oceánských karavel nebo z provizorních obydlí jako za dob dobývání Indie, jim nestačilo. Španělé potřebovali pevná obydlí, nejlépe obklopená skalními stěnami, jaká měli v Evropě. Juan Ponce de León strávil mnoho času hledáním nejlepšího místa pro stavbu koloniálního města. Guvernér Santo Dominga Nicolás de Ovando ho jmenoval, aby dobyl a evangelizoval blízký ostrov, který Kryštof Kolumbus během své druhé cesty do Ameriky pojmenoval „San Juan Bautista“. Hranice s obávanými, údajně kanibalistickými Kariby na jeho pobřeží, to byla příležitost prokázat svoji odvahu a oslavovat Boha a zemi. Na základě doporučení de Ovanda Ferdinand II. Aragonský udělal z Ponce de León královského vyslance – adelantado a povolil mu dobýt ostrov Taíno. Boriquén, domorodé jméno pro Portoriko, by byl druhým karibským ostrovem, který by se stal součástí španělského impéria.
V roce 1508 doplul Ponce de León do zátoky Guanica, na západě ostrova, kde místní náčelník Agüeybaná uvítal Ponce de Leona a jeho muže jako spojence proti Karibům. Španělé však nenašli vhodné místo, kde by se tam usadili. Adelantado a jeho malý tým hidalgů prošli ostrovem, dokud neuviděli na severovýchodním pobřeží prostornou, téměř vnitrozemskou zátoku. Nezdálo se, že by si na tuto oblast dělali nárok domorodí obyvatelé, protože byla vystavena nájezdům Karibů. Ponce de León pojmenoval tuto zátoku Záliv bohatého přístavu.

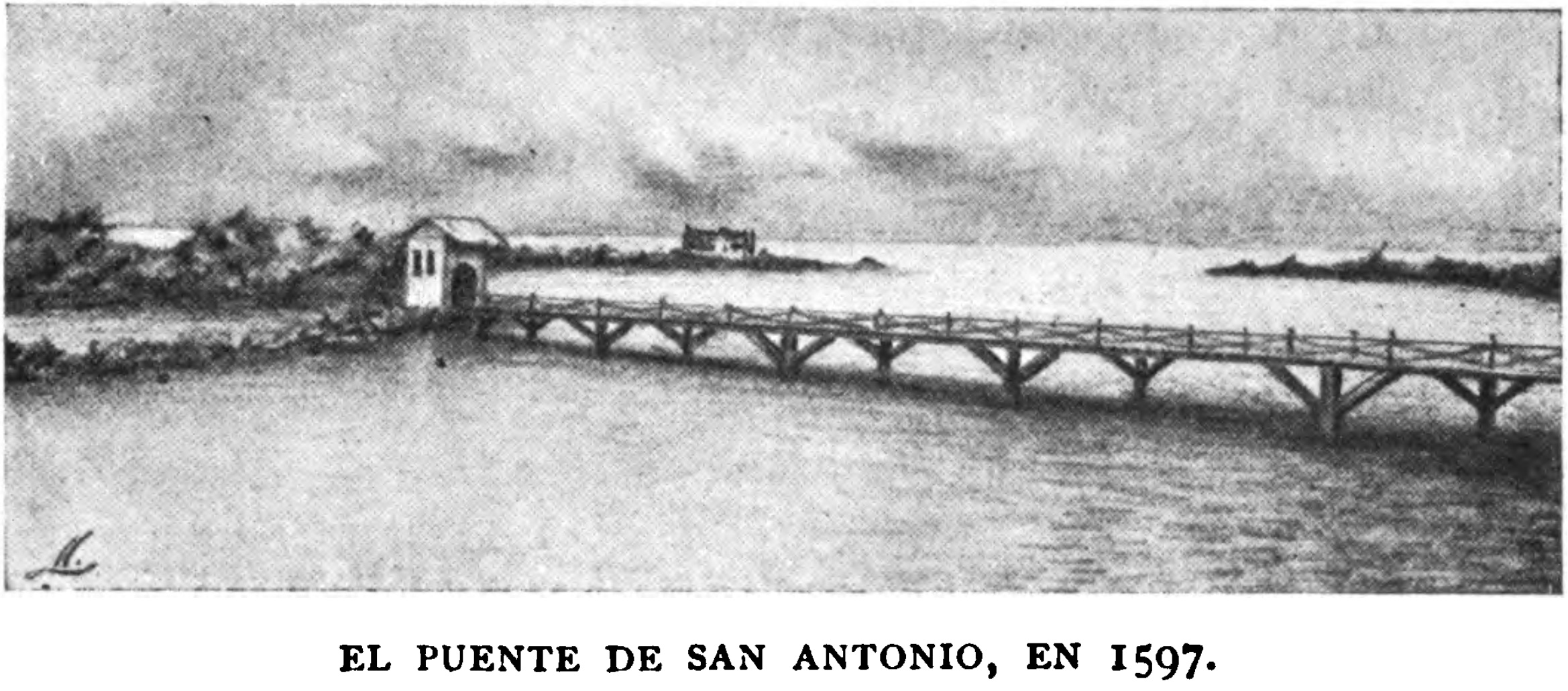
Kresba mostu San Antonio (1919), postaveného r. 1597

Ponce de León pronikl do vnitrozemí a zřídil první španělskou osadu na ostrově 4,8 km od zátoky. Na základě de Ovandova návrhu pojmenoval osadu Caparra. Průzkumník si místo vybral kvůli jeho blízkosti k moři a k zlatým dolům a farmám v údolí Toa.
Umístění Caparry se ukázalo být nevhodné. Řeholníci apelovali na Ponce de León, aby přesunul osadu blíže k zátoce (a jejím mořským větrům) s tím, že její současné umístění je pro děti nebezpečné. Guvernér byl neústupně proti, protože si tam nechal postavit dům. V roce 1511 koruna jmenovala nového guvernéra Juana Ceróna, který obdržel královské povolení přemístit vesnici. Podle mapy Rodriga de Figueroa se vesničané přesídlili na třímílový bouřlivý zalesněný ostrůvek u vjezdu do zátoky. V roce 1521 obyvatelé dokončili přesídlení a pojmenovali novou vesnici „Villa de Puerto Rico“. O několik let později, po královské modernizaci, byla osada přejmenována na „Ciudad de Puerto Rico“. Koloniální inženýři opevnili ostrůvek zdmi a hrady, spojili jej s pevninským Portorikem mostem San Antonio a ostrůvek se stal známým jako „opevněné město“.
Španělský historik 16. století Bartolomé de las Casas pojmenoval záliv a jeho okolí názvy odlišnými od těch, které se v současnosti používají: La isla que llamamos de San Juan, que por vocablo de la lengua de los indios, vecinos naturales della, se nombraba Boriquén ... tiene algunos puertos no buenos, si no es el que llaman Puerto-Rico („Ten ostrov, kterému říkáme San Juan, kterému se podle rodného indického jazyka říkalo Boriquén, má jen pár horších přístavů, kromě přístavu zvaného Portoriko“). Podle de las Casas nazývali Indiáni svůj ostrov „Boriquén“; Španělé jej nazvali „San Juan“ a jeho přístav „Portoriko“. Postupem času se z ostrova stal Portoriko a jeho přístav (a zátoka) San Juan; indiánské jméno se změnilo na Borinquen.

### Koloniální období
Přestože atlantické větry mohly na ostrůvku poskytovat zdravější klima, přesunutí vesnice z Caparry do zálivu však nechránilo osadníky před útoky Caribů. Caribové, kteří pochopili dopad evropské kolonizace na svoje přežití, prudce zaútočili na novou osadu.
V osmnáctém století se populace ostrůvku rozšířila do atlantického města San Juan, a to především kvůli blízkosti zálivu a jeho přístavu. Vchody do města a do zátoky byly opevněny; záliv a jeho stěny izolovaly španělské obyvatele od zbytku populace ostrova a povzbuzovaly příslušníky kasty.
Za posledních 500 let bylo nejdůležitější funkcí zálivu spojit Portoriko s okolním světem a oddíly španělské flotily pokladů spojily ostrovní kolonii se španělskou koloniální sítí. Díky své strategické poloze byl ostrov terčem pirátských útoků a místem pro imperiální mocnosti, aby demonstrovaly vojenskou sílu. Na východní straně zátoky je úzký vjezd střežen pevností Castillo San Felipe del Morro.

## Současnost
Přístav San Juan na ostrůvku na severní straně zálivu patří mezi nejrušnější karibské přístavy. Tisíce rybářů se plaví brakickými vodami, kde se sladká voda setkává s mořem. Krása a ekologická rozmanitost zálivu San Juan přitahuje turisty a nabízí jim různé rekreační aktivity.
Výsledkem nadměrného využívání však byla degradace významné části přírodních zdrojů zálivu; oblast je také náchylná k seismické aktivitě. Projekt obnovy vrátil vodu v zátoce do stavu „bezpečného kontaktu“ a integroval obnovenou pobřežní infrastrukturu města do pobřeží zátoky.

## Galerie

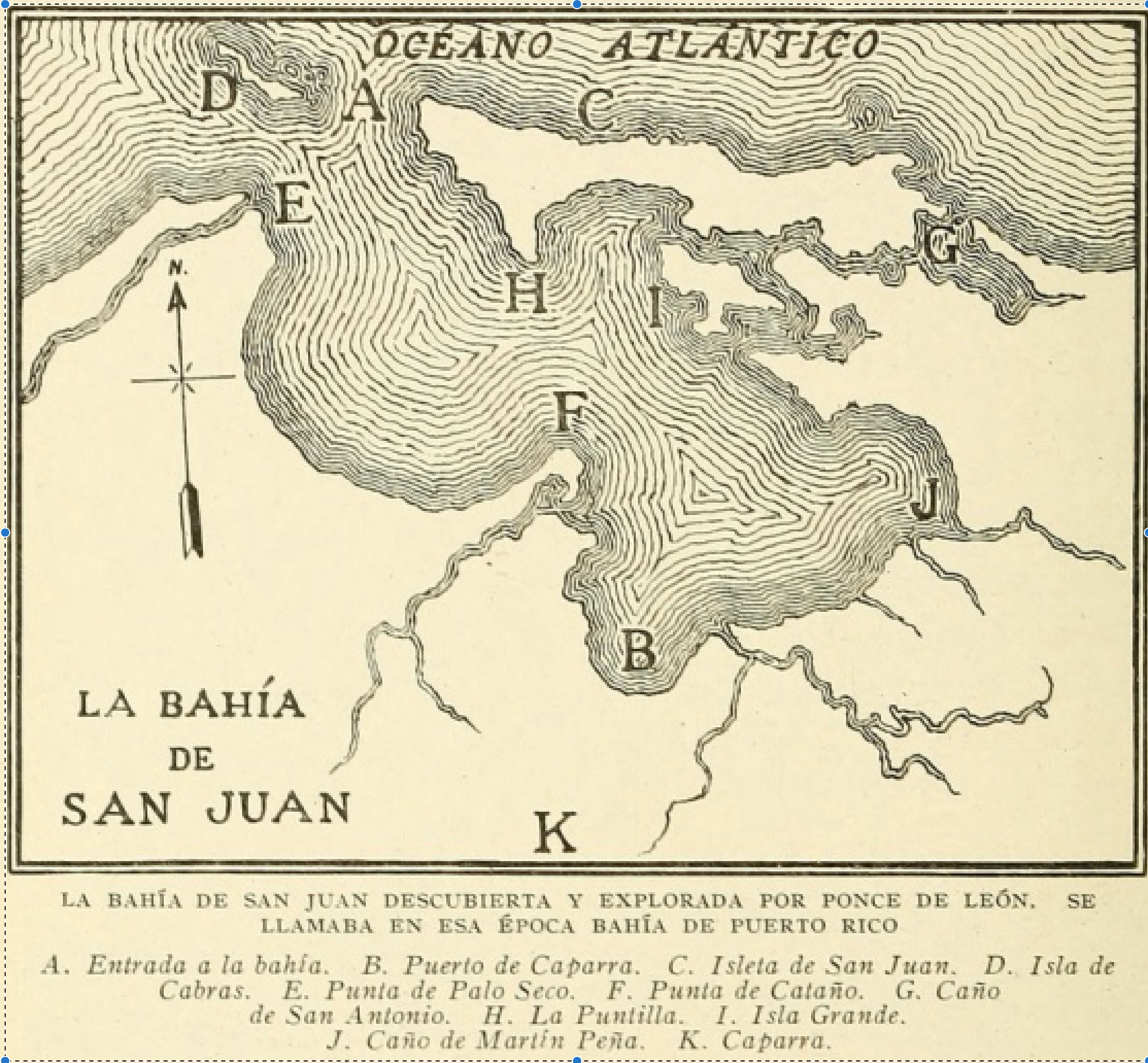
1922 skica mapa
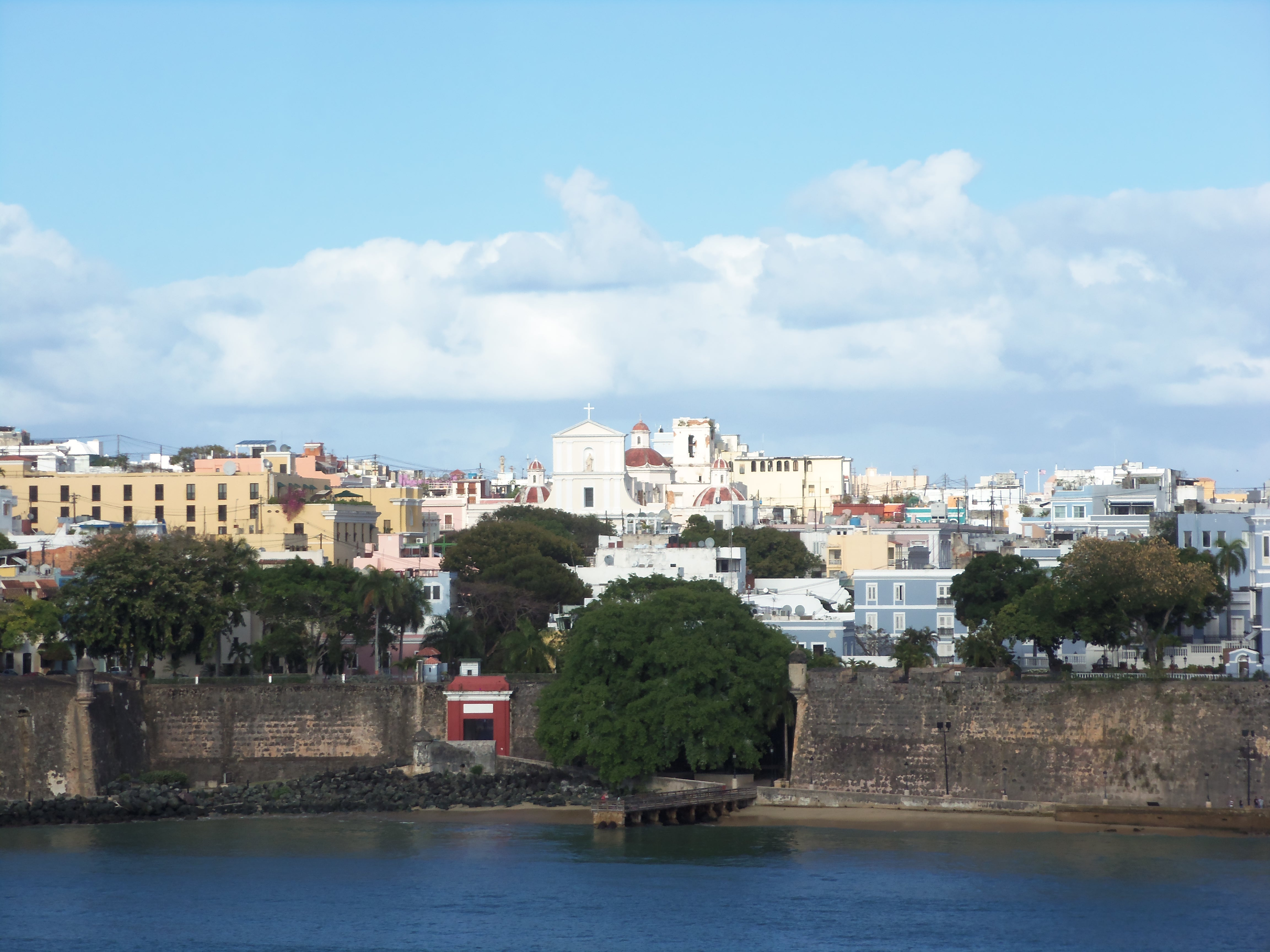
Ciudad Amurallad (opevněné město), při pohledu ze zátoky
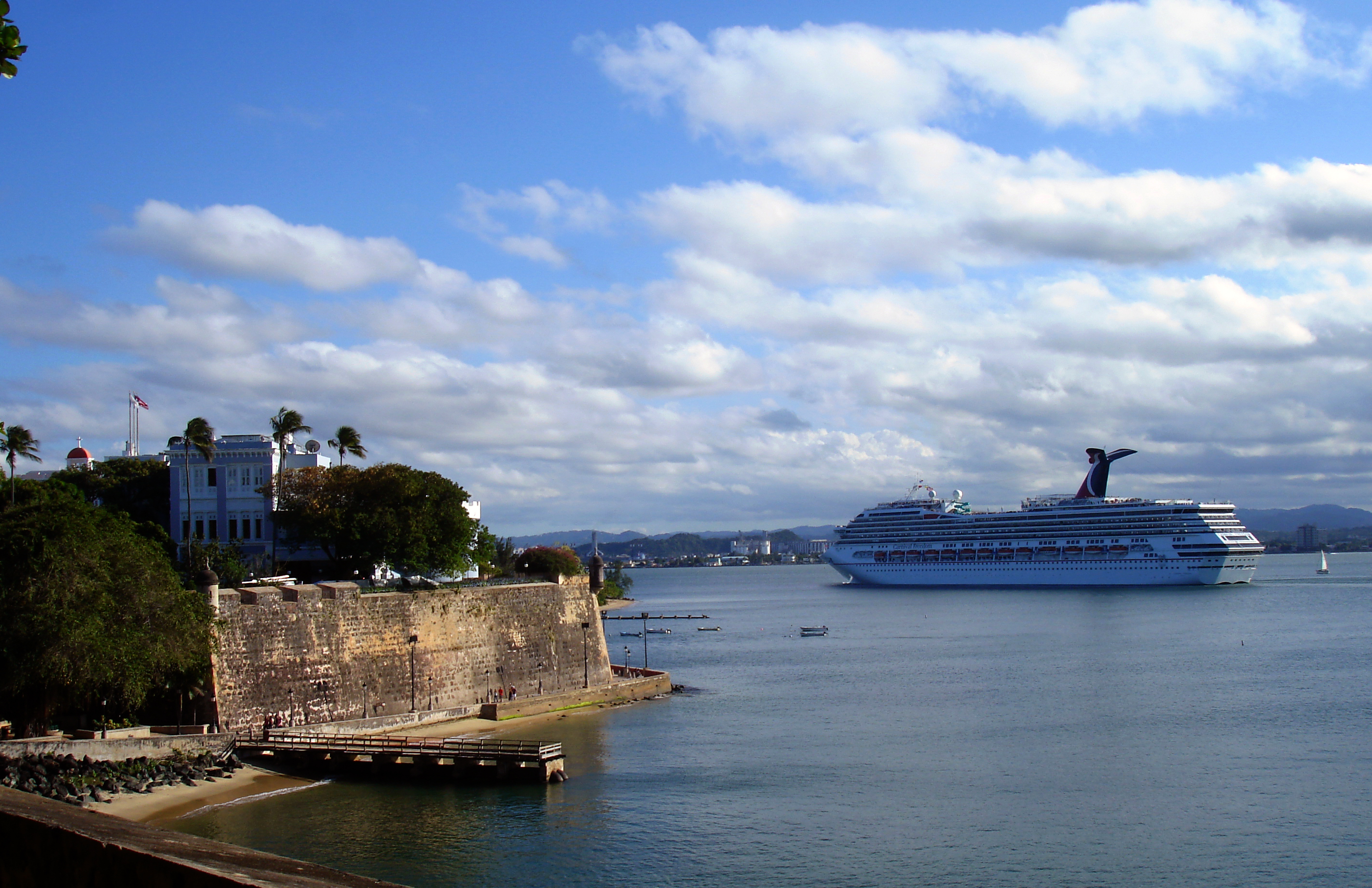
Výletní loď vplula do zátoky
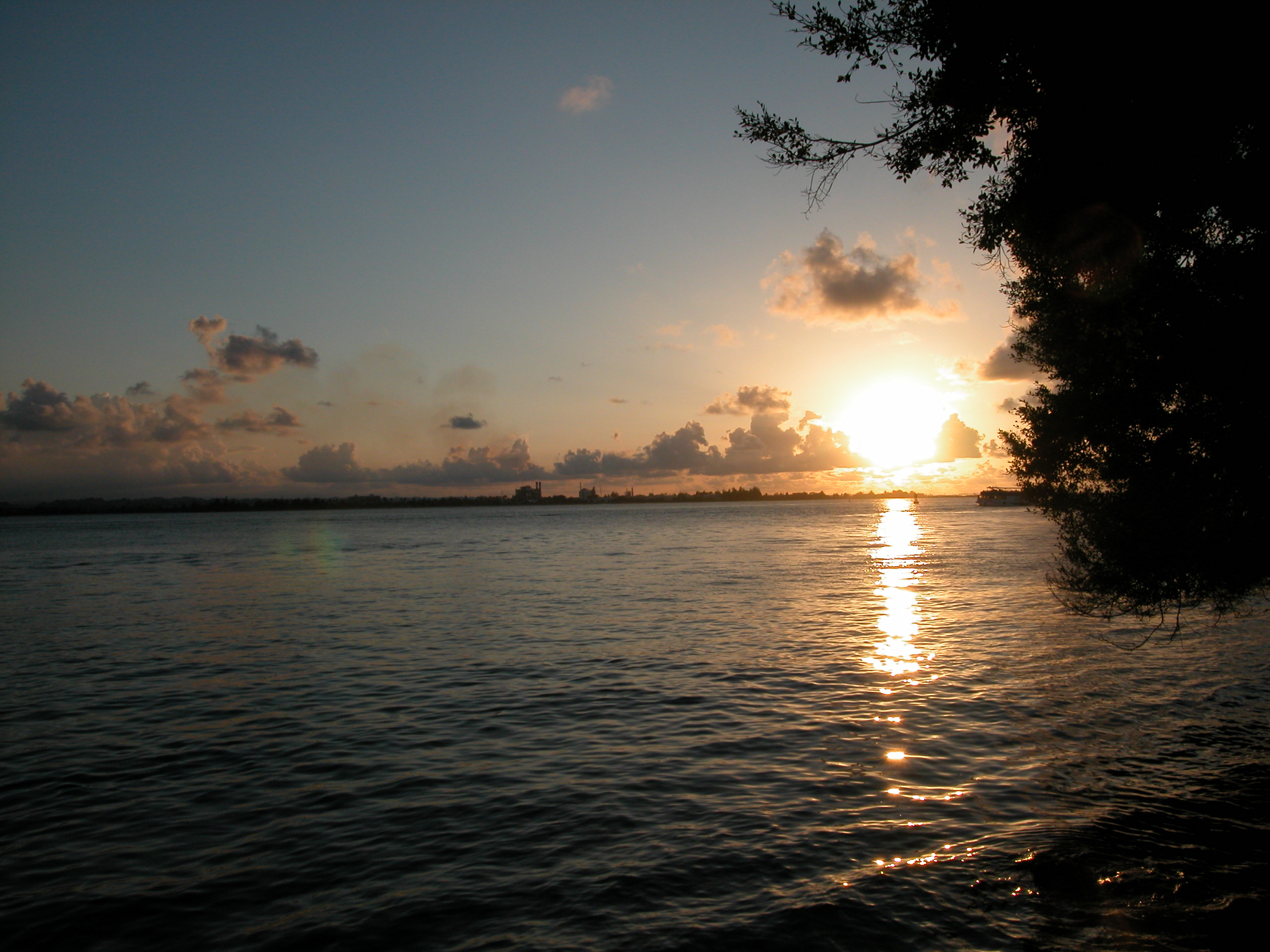
Západ slunce
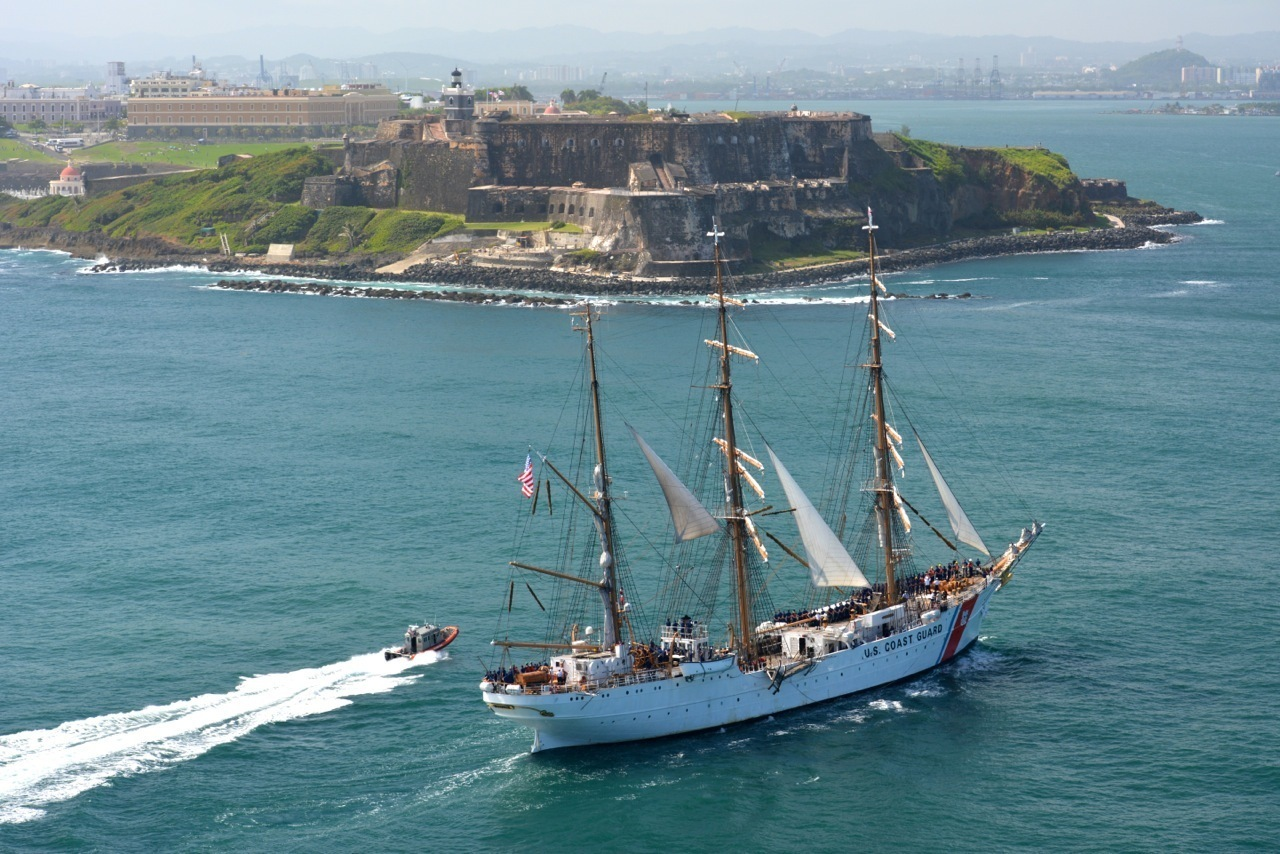
Loď americké pobřežní stráže vplula do zátoky
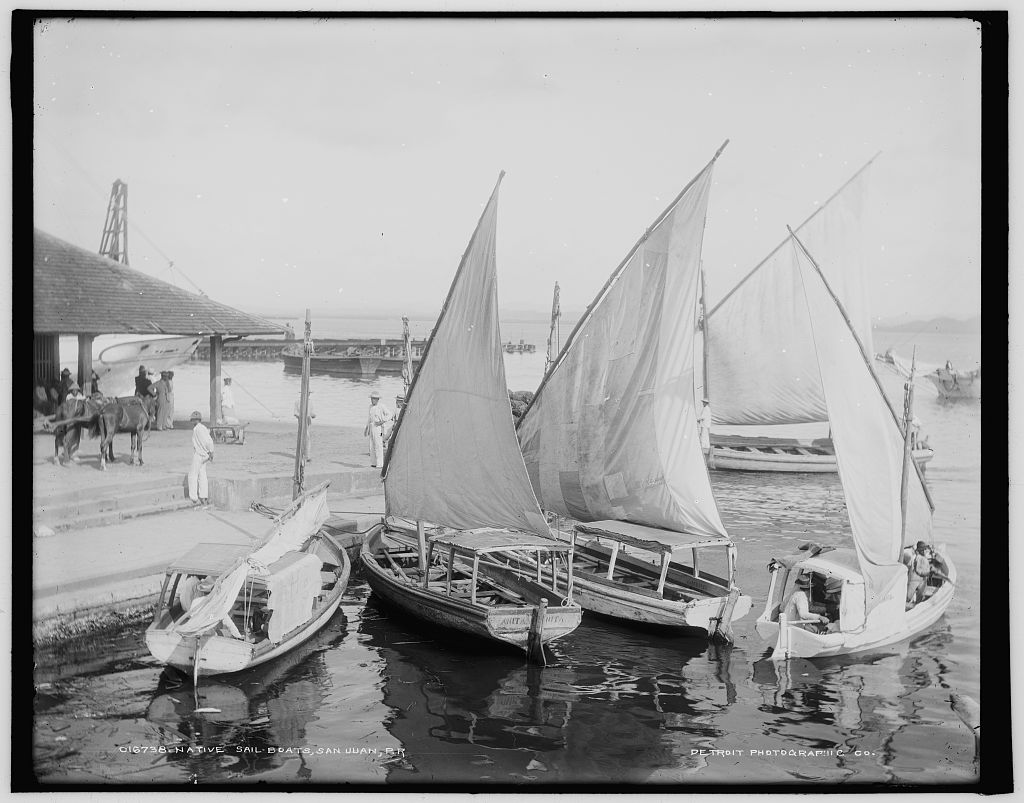
Plachetnice v roce 1901
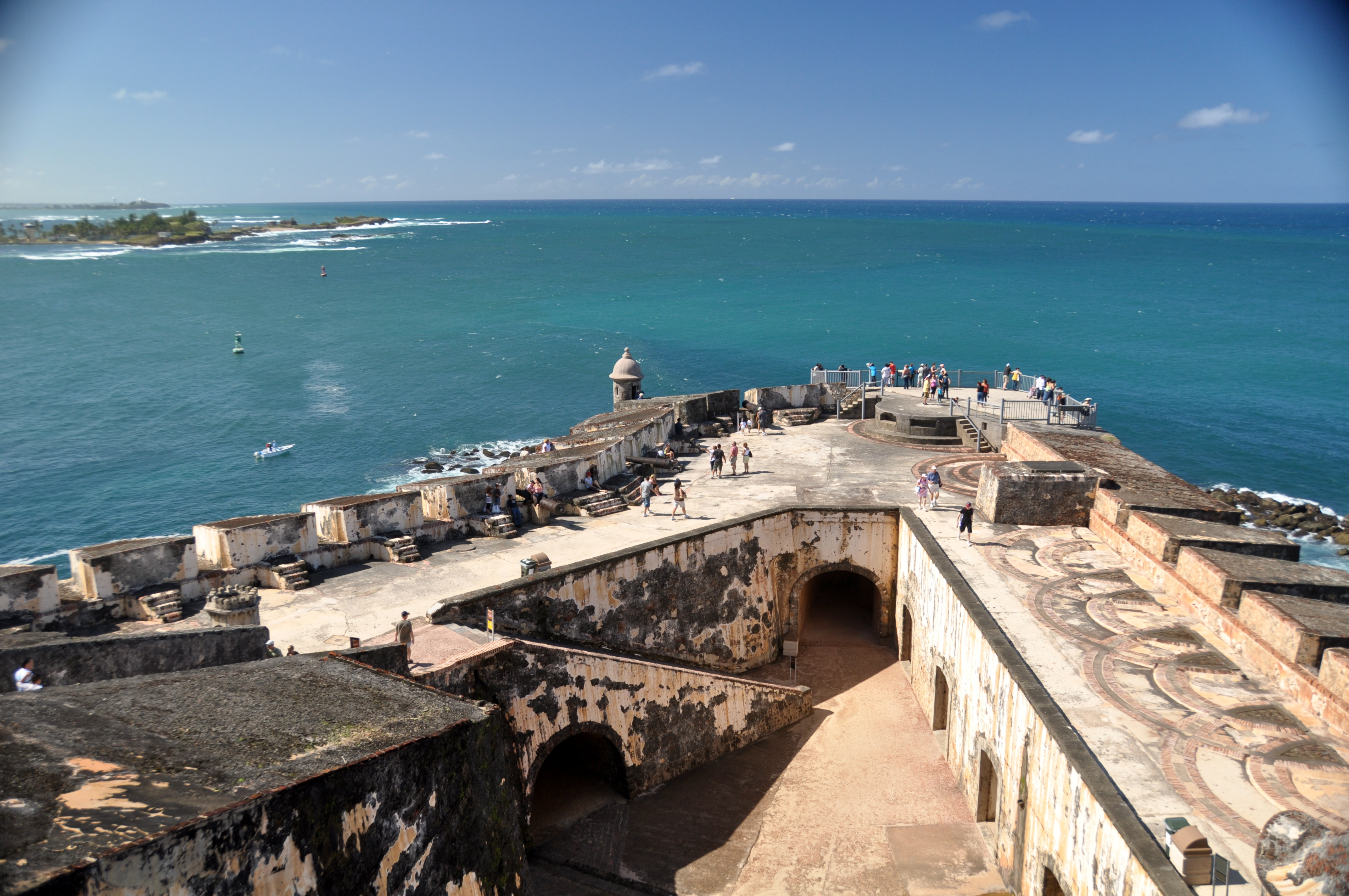
Vjezd do zátoky, při pohledu z pevnosti El Morro
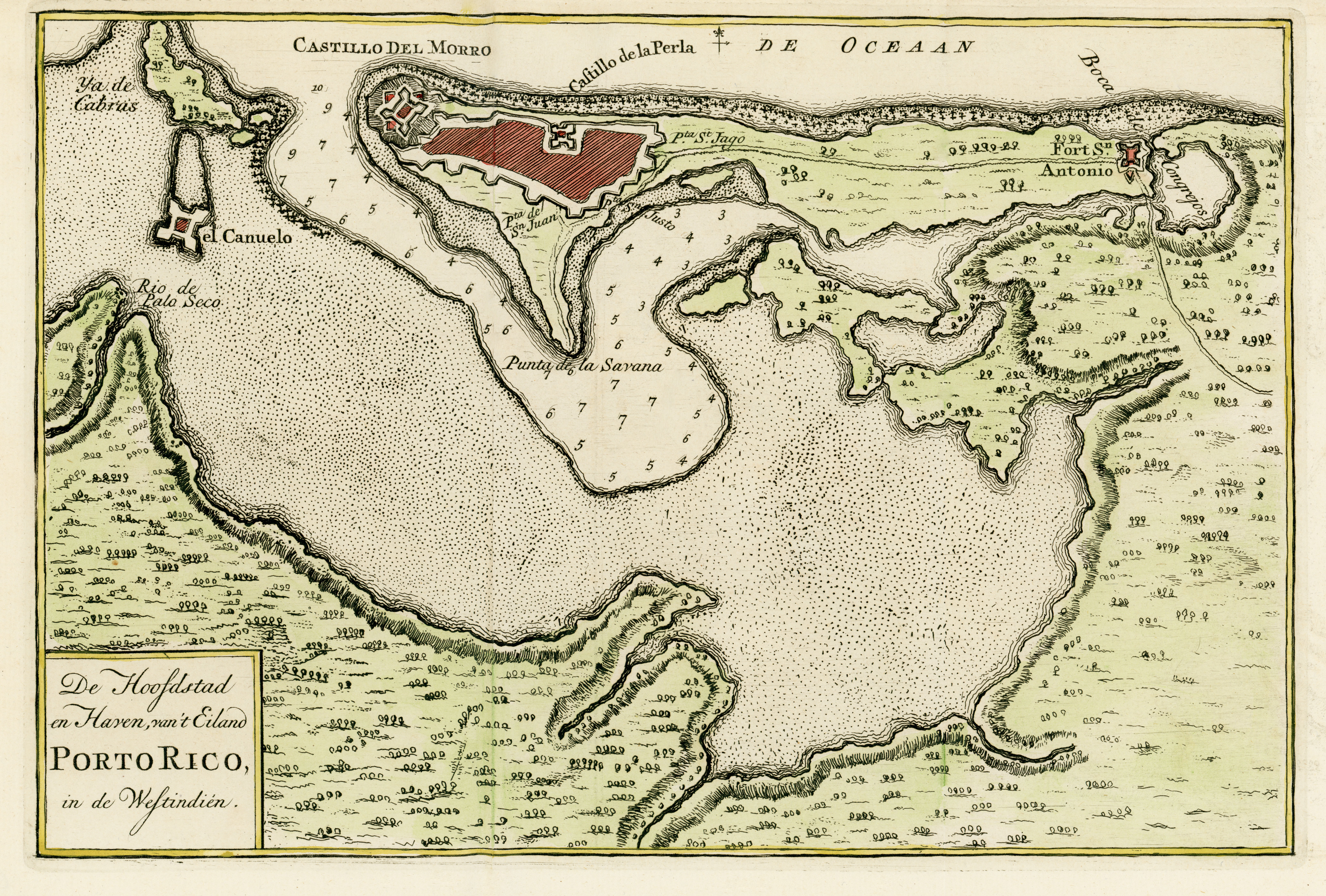
Mapa od Isaaka Tiriona (r. 1766)
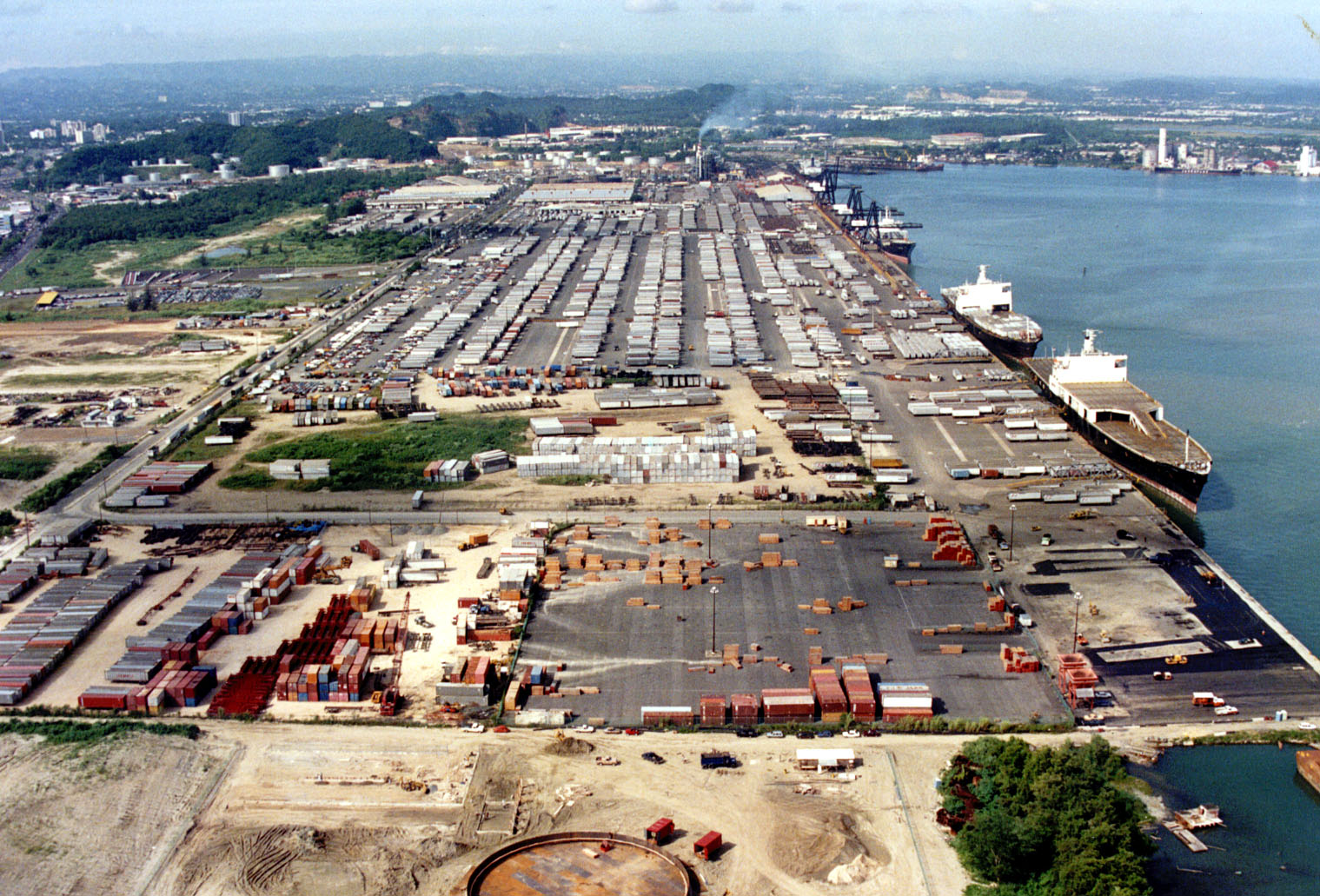
Doky přístavu San Juan
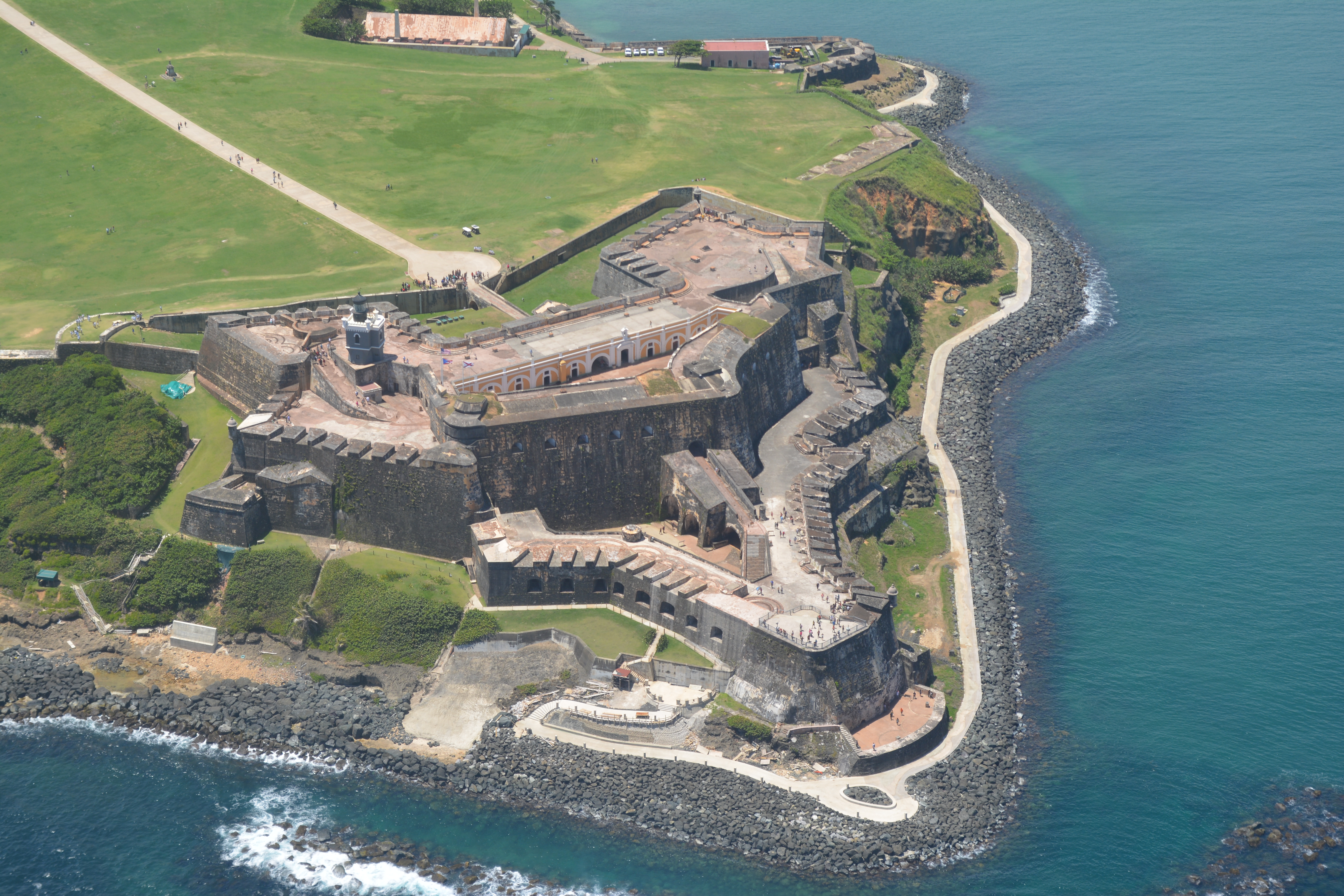
Pevnost San Felipe del Morro z výšky
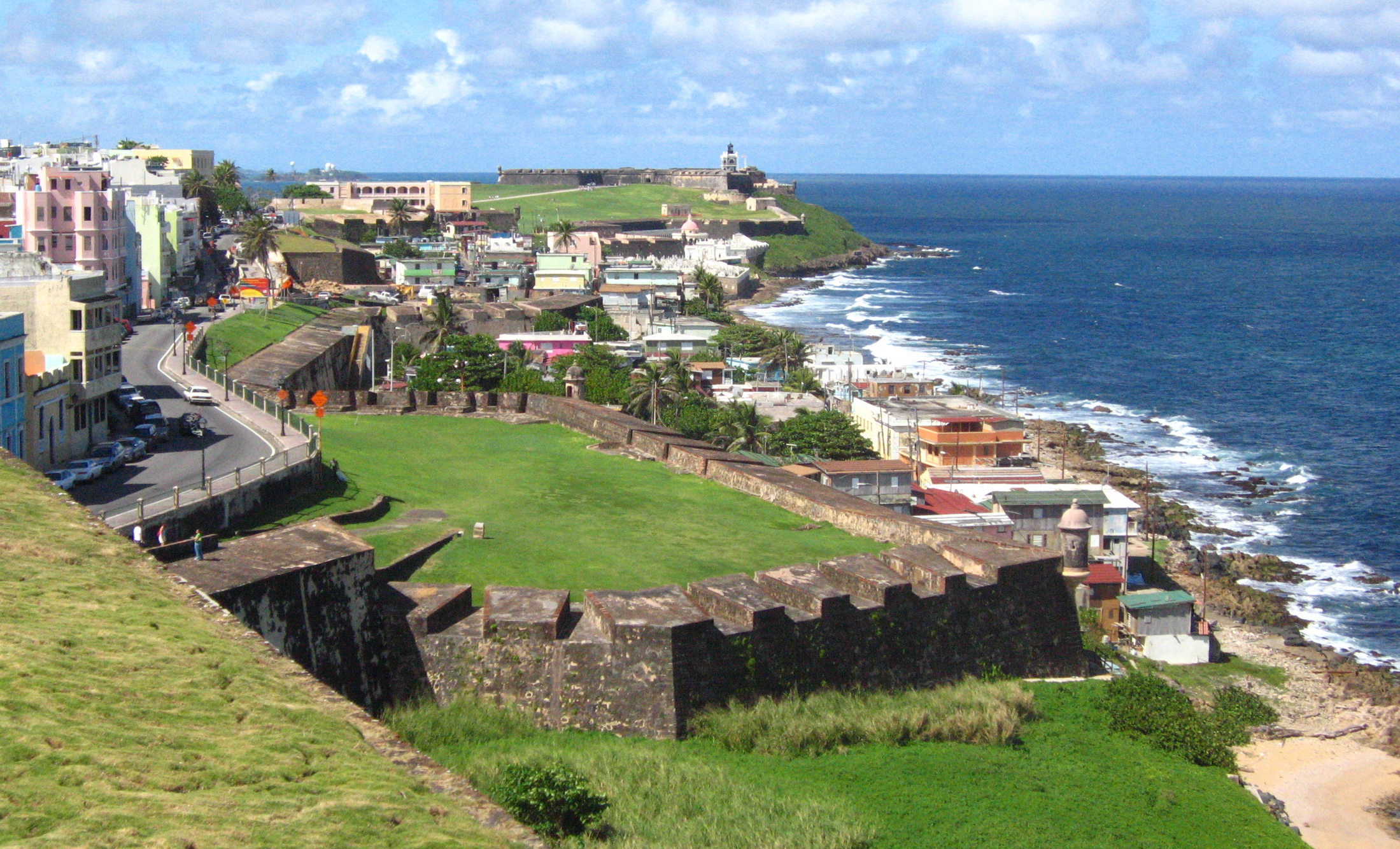
Starý San Juan, v pozadí pevnost El Morro